# Adam Urbański
Adam Urbański herbu Nieczuja – podstoli sanocki w 1769 roku, cześnik sanocki w latach 1768–1769, łowczy sanocki w latach 1766–1768, wojski sanocki w latach 1765–1766, miecznik sanocki w 1765 roku, skarbnik sanocki w latach 1758–1765, sędzia kapturowy ziemi sanockiej w 1764 roku.
W 1767 roku przystąpił do konfederacji radomskiej. Był konsyliarzem ziemi sanockiej w konfederacji barskiej.